# Poloma incompta
Poloma incompta är en fjärilsart som beskrevs av Walker 1865. Poloma incompta ingår i släktet Poloma och familjen Eupterotidae. Inga underarter finns listade i Catalogue of Life.